# Eleição municipal de Atibaia em 2012
A eleição municipal de Atibaia em 2012 aconteceu em 7 de outubro de 2012 para eleger um prefeito, um vice-prefeito e 17 vereadores no município de Atibaia, no Estado de São Paulo, no Brasil. O prefeito eleito foi Saulo, do PSD, com 30,99% dos votos válidos, sendo vitorioso logo no primeiro turno em disputa com três adversários, Prof. Wanderley (DEM), Luiz Fernando Pugliesi (PV) e Promotor Arthur (PHS). O vice-prefeito eleito na chapa de Saulo, foi Mario Inui (PRB). O pleito em Atibaia foi parte das eleições municipais nas unidades federativas do Brasil. A disputa para as 17 vagas na Câmara Municipal de Atibaia envolveu a participação de 374 candidatos. O candidato mais bem votado foi Emil Ono do (PTB), que obteve 2,082 votos (3,24% dos votos válidos).

## Antecedentes
Na eleição municipal de 2008, Dr. Denig, do PV, derrotou os candidatos Sérgio Mantovaninni do PMDB e Tiãozinho da Farmácia  do DEM no primeiro turno. O candidato do PV foi eleito com 45,55%% dos votos válidos, em 2008.

## Eleitorado
Na eleição de 2012, estiveram aptos a votar 98.166 atibaienses. Destes, compareceram 78.701 pessoas, o que corresponde a 80,17% da população. 5268 atibaienses votaram em branco (6,69%), 9255 votaram nulo (11,76%) e 19 465 não compareceram à votação (19,83%). Houve 64 178 votos válidos (81,55%) dos quais 58 808 foram nominais (91,63%) e 5370 foram de legenda (8,37%).

## Candidatos
Foram quatro candidatos à prefeitura em 2012: Saulo do PSD, Prof. Wanderley do DEM, Luiz Fernando Pugliesi do PV e Promotor Arthur do PHS.
| N.º | Candidato(a)           | Vice            | Partido | Coligação                                                                        |
| --- | ---------------------- | --------------- | ------- | -------------------------------------------------------------------------------- |
| 25  | Prof. Wanderley        | Wanderlei Lopes | DEM     | "Atibaia Para Todos" (PP / PSL / PSC / DEM / PMN / PTC / PSDB / PT do B)         |
| 31  | Promotor Arthur        | Beto Zanatta    | PHS     | "PHS"                                                                            |
| 43  | Luiz Fernando Pugliesi | Profª Gina      | PV      | "Atibaia tem Pressa" (PDT / PT / PMDB / PTN / PR / PPS / PSDC / PRTB / PSB / PV) |
| 55  | Saulo                  | Mario Inui      | PSD     | "Atibaia Mais Forte 1" (PRB / PSD / PRP / PC do B / PTB)                         |

## Campanha
Dentre as propostas de campanha de Saulo Pedroso, a principal é descentralizar a administração municipal para atender bairros periféricos da cidade. Ele afirmou ser necessária uma equiparação na qualidade do ensino para que profissionais da saúde, educação e segurança possam ter mais valorização.

## Resultados

### Prefeito
No dia 7 de outubro, Saulo Pedroso foi eleito com 30,99% dos votos válidos.
| Candidato(a)                | Vice                   | 1º Turno 7 de outubro de 2012 | 1º Turno 7 de outubro de 2012 |
| Candidato(a)                | Vice                   | Votação                       | Votação                       |
|                             |                        | Total                         | Porcentagem                   |
| --------------------------- | ---------------------- | ----------------------------- | ----------------------------- |
| Saulo Pedroso (PSD)         | Mario Inui (PRB)       | 20.809                        | 30,99%                        |
| Prof. Wanderley (DEM)       | Wanderlei Lopes (PSDB) | 19.939                        | 29,70%                        |
| Luiz Fernando Pugliesi (PV) | Profª Gina(PDT)        | 19.318                        | 28,77%                        |
| Promotor Arthur (PHS)       | Beto Zanatta (PHS)     | 7.076                         | 10,54%                        |
| Total de votos válidos      | Total de votos válidos | 67.142                        | 85,31%                        |
| Votos em branco             | Votos em branco        | 4.636                         | 5,89%                         |
| Votos nulos                 | Votos nulos            | 6.923                         | 8,80%                         |
| Total                       | Total                  | 98.166                        | 100%                          |
| Abstenções                  | Abstenções             | 19.465                        | 19,83%                        |
| Votos apurados              | Votos apurados         | 78.701                        | 80,17%                        |

### Vereador
Dos dezessete (17) vereadores eleitos, não houve nenhuma mulher. O vereador mais votado foi Emil Ono (PTB), que teve 2.082 votos. O PSL é o partido com o maior número de vereadores eleitos (3), seguido por PV (2), PSD, PRP, PTB, PSDB, PDT, DEM, PP, PRB E PSB com um cada.
| Resultado da eleição para a Câmara Municipal de Atibaia em 2012 por candidato | Resultado da eleição para a Câmara Municipal de Atibaia em 2012 por candidato | Resultado da eleição para a Câmara Municipal de Atibaia em 2012 por candidato | Resultado da eleição para a Câmara Municipal de Atibaia em 2012 por candidato | Resultado da eleição para a Câmara Municipal de Atibaia em 2012 por candidato | Resultado da eleição para a Câmara Municipal de Atibaia em 2012 por candidato |
| Candidato                                                                     | Número                                                                        | Partido                                                                       | Votos                                                                         | Porcentagem                                                                   |                                                                               |
| ----------------------------------------------------------------------------- | ----------------------------------------------------------------------------- | ----------------------------------------------------------------------------- | ----------------------------------------------------------------------------- | ----------------------------------------------------------------------------- | ----------------------------------------------------------------------------- |
| Emil Ono                                                                      | 14123                                                                         | PTB                                                                           | 2.082                                                                         | 2,12%                                                                         |                                                                               |
| Professor Rodrigo Parras                                                      | 45678                                                                         | PSDB                                                                          | 1.639                                                                         | 1,67%                                                                         |                                                                               |
| Daniel Martini                                                                | 12345                                                                         | PDT                                                                           | 1.215                                                                         | 1,24%                                                                         |                                                                               |
| Dedel                                                                         | 25333                                                                         | DEM                                                                           | 1.055                                                                         | 1,07%                                                                         |                                                                               |
| Jorge do Mercado Davi                                                         | 17777                                                                         | PSL                                                                           | 896                                                                           | 0,91%                                                                         |                                                                               |
| Dr. Ubiratan                                                                  | 43300                                                                         | PV                                                                            | 858                                                                           | 0,87%                                                                         |                                                                               |
| Zé Machado                                                                    | 17633                                                                         | PSL                                                                           | 855                                                                           | 0,87%                                                                         |                                                                               |
| Miro do Gás                                                                   | 17184                                                                         | PSL                                                                           | 845                                                                           | 0,86%                                                                         |                                                                               |
| Baixinho Barbeiro                                                             | 13100                                                                         | PP                                                                            | 826                                                                           | 0,84%                                                                         |                                                                               |
| Paulo Catta Preta                                                             | 43033                                                                         | PV                                                                            | 719                                                                           | 0,73%                                                                         |                                                                               |
| Sidnei                                                                        | 10777                                                                         | PRB                                                                           | 698                                                                           | 0,71%                                                                         |                                                                               |
| Prof. Paulo Jesus                                                             | 40123                                                                         | PSB                                                                           | 629                                                                           | 0,64%                                                                         |                                                                               |
| Lucas Cardoso                                                                 | 44444                                                                         | PRP                                                                           | 590                                                                           | 0,60%                                                                         |                                                                               |
| Prof. Fabiano Lima                                                            | 40120                                                                         | PSB                                                                           | 590                                                                           | 0,60%                                                                         |                                                                               |
| Dr. Edison                                                                    | 55511                                                                         | PSD                                                                           | 529                                                                           | 0,54%                                                                         |                                                                               |
| Jair do Açougue                                                               | 25888                                                                         | DEM                                                                           | 420                                                                           | 0,43%                                                                         |                                                                               |
| Dr. Avanco                                                                    | 14100                                                                         | PTB                                                                           | 367                                                                           | 0,37%                                                                         |                                                                               |

| Total de votos válidos | Total de votos válidos | 64.178 | 81,55% |
| ---------------------- | ---------------------- | ------ | ------ |
| Votos em branco        | Votos em branco        | 5.268  | 6,69%  |
| Votos nulos            | Votos nulos            | 9.255  | 11,76% |
| Total                  | Total                  | 98.166 | 100%   |
| Abstenções             | Abstenções             | 19.465 | 19,83% |
| Votos apurados         | Votos apurados         | 78.701 | 80,17% |

## Análises
A vitória de Saulo Pedroso para a prefeitura foi a mais disputada da história de Atibaia, já que o segundo colocado teve apenas 870 votos a menos que o primeiro.
Saulo e o vice-prefeito Mario Inui foram empossados em 1o de janeiro de 2013 para o primeiro mandato de ambos.
O prefeito Saulo Pedroso foi afastado do cargo, em fevereiro de 2016, devido as acusações de crime de responsabilidade fiscal por superfaturamento na locação do imóvel onde funciona o Fórum da cidade. O vice-prefeito Mario Inui assumiu no dia 24 de fevereiro de 2016, em sua posse ele fez um breve discurso:  "Eu tenho um compromisso com a cidade e com fé, coragem e dedicação ao trabalho, sem dúvida, Atibaia vai continuar crescendo".